# Richard Taylor (missionnaire)
Pour les articles homonymes, voir Richard Taylor et Taylor.
Richard Taylor (né le 21 mai 1805 - mort le 10 octobre 1873) est un missionnaire C.M.S. en Nouvelle-Zélande. Il était présent lors de la signature du Traité de Waitangi. Il a écrit de nombreux livres au sujet de l'environnement naturel et culturel de la Nouvelle-Zélande au cours de cette année. Taylor a écrit A leaf from the natural history of New Zealand (1848).
Il a été nommé directeur de l'école à la Station de Mission de Waimate et il a rejoint la station de mission de C.M.S. en 1842, à Whanganui.
Il a nommé les colonies le long de la rivière Whanganui Ātene (Athènes), Koriniti (Corinthe), Hiruhārama (Jérusalem), Rānana (Londres) et la banlieue de Taylorville (Whanganui) est nommée d'après lui.